# Черки-Кильдуразское сельское поселение
Черки-Кильдуразское се́льское поселе́ние — муниципальное образование в Буинском районе Татарстана Российской Федерации.
Административный центр — село Черки-Кильдуразы.

## История
Статус и границы сельского поселения установлены Законом Республики Татарстан от 31 января 2005 года № 17-ЗРТ «Об установлении границ территорий и статусе муниципального образования „Буинский муниципальный район“ и муниципальных образований в его составе».
Законом Республики Татарстан от 15 января 2008 года № 4-ЗРТ, 18 января 2008 года входившее в состав Черки-Гришинского сельского поселения село Черки-Кощаково с прилегающей к нему территорией было отнесено в состав Черки-Кильдуразского сельского поселения.

## Население
| 2010 | 2011 | 2012 | 2013 | 2014 | 2015 | 2016 |
| ---- | ---- | ---- | ---- | ---- | ---- | ---- |
| 986  | ↘981 | ↘962 | ↘959 | ↘948 | ↘923 | ↘917 |
| 2017 | 2018 |      |      |      |      |      |
| ↘904 | ↘864 |      |      |      |      |      |

## Состав сельского поселения
| № | Населённый пункт | Тип населённого пункта       | Население |
| - | ---------------- | ---------------------------- | --------- |
| 1 | Быковка          | деревня                      |           |
| 2 | Кабаланы         | деревня                      |           |
| 3 | Средние Лащи     | село                         |           |
| 4 | Старые Лащи      | село                         |           |
| 5 | Черки-Бибкеево   | село                         |           |
| 6 | Черки-Ишмяково   | село                         |           |
| 7 | Черки-Кильдуразы | село, административный центр |           |
| 8 | Черки-Кощаково   | село                         |           |